# Lycaeides argyrognomon
Lycaeides argyrognomon is een vlinder uit de familie van de Lycaenidae. De wetenschappelijke naam van de soort is voor het eerst geldig gepubliceerd in 1779 door Bergstrasser.